# Série mondiale 1945

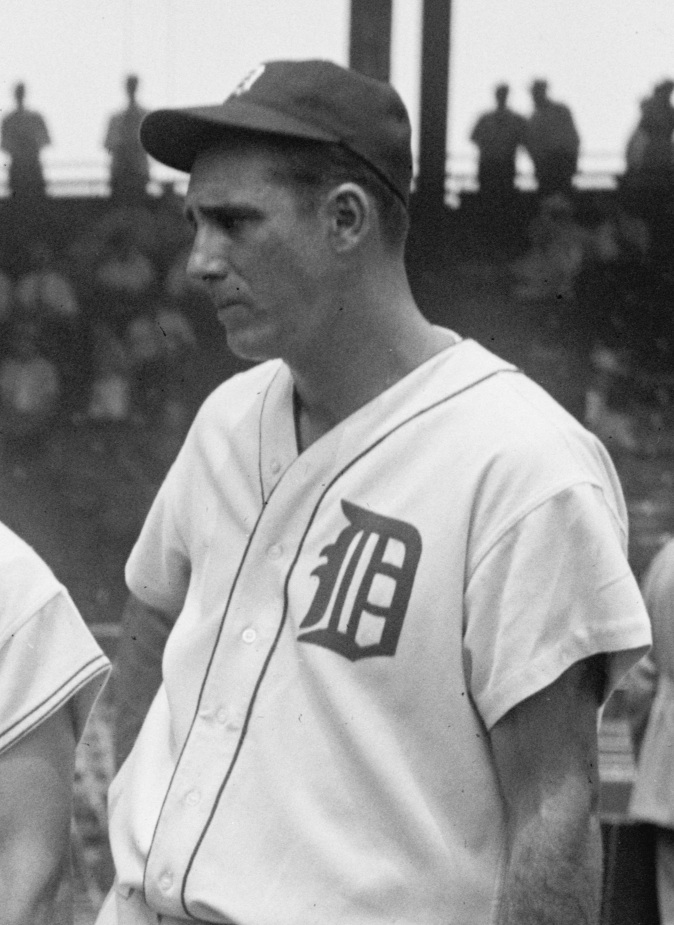
Hank Greenberg s'illustre pour les Tigers de Détroit, champions de la Série mondiale en 1945.

La Série mondiale 1945 était la 42e série finale des Ligues majeures de baseball. 
Jouée du 3 au 10 octobre 1945, elle se termine sur une victoire des Tigers de Détroit, quatre matchs à trois sur les Cubs de Chicago.
Cette série est notable pour avoir été la dernière à laquelle participèrent les Cubs de Chicago, qui n'ont pas remporté de titre du baseball majeur depuis la Série mondiale 1908 ni de titre de la Ligue nationale depuis 1945. Le 4e match, joué au Wrigley Field de Chicago le 6 octobre, est celui où, d'après la légende, survint l'incident qui lança la malédiction de Billy Goat, une superstition voulant qu'un sort eut été jeté sur l'équipe des Cubs, les empêchant à jamais de devenir à nouveau champions.
Les Tigers de Détroit remportent en 1945 leur premier titre depuis la Série mondiale de 1935, également gagnée aux dépens des Cubs. Paul Richards se distingue dans le match ultime avec une performance de 4 points produits dans la victoire de 9-3 de Détroit. En 7 matchs, Hank Greenberg, des Tigers, affiche une moyenne au bâton de ,304. Il réussit trois coups de circuit, deux simples et deux doubles, récolte 7 points produits, 7 points marqués et 6 buts-sur-balles, et fut le meilleur joueur en offensive avec un pourcentage de présence sur les buts de ,467 et une moyenne de puissance de ,696 en 31 passages au bâton. Chez les lanceurs, Dizzy Trout des Tigers n'alloua qu'un point mérité aux Cubs en 13 manches et deux tiers lancées, tandis que Claude Passeau réalisa pour Chicago l'une des meilleures performances de l'histoire des Séries mondiales dans le 3e match de la finale, où il n'accorda qu'un seul coup sûr lors d'un match complet de 9 manches.
Ce fut le dernier titre des Tigers jusqu'en 1968.

## Équipes en présence
La série finale de 1945 met aux prises les deux mêmes clubs qu'en 1935, où Détroit avait battu Chicago, quatre victoires à deux. 
Avec 98 victoires contre seulement 56 défaites, les Cubs de Chicago sont la meilleure équipe des majeures durant la saison régulière de 1945. Ils terminent au premier rang de la Ligue nationale avec 3 succès de plus que les champions de 1944, les Cardinals de Saint-Louis. C'est un premier titre de la Ligue nationale depuis 1938 pour les Cubs.
Les Tigers de Détroit sont en 1945 la meilleure équipe de la Ligue américaine avec une saison régulière de 88 victoires et 65 défaites. Ils terminent au premier rang de leur ligue avec un match et demi d'avance sur les Senators de Washington. C'est le premier titre de la Ligue américaine depuis 1940 pour Détroit.
Les deux adversaires s'amènent en Série mondiale avec une fiche peu reluisante à leurs précédentes tentatives. En effet, les Tigers ont perdu 5 des 6 dernières Séries mondiales auxquelles ils ont participé, tandis que les Cubs, champions pour la dernière fois en 1908, disputent une classique automnale qu'ils ont perdu 7 fois à leurs 9 dernières participations. La finale, bien que poussée à sa limite de 7 parties et généralement appréciée des spectateurs, est raillée dans la presse par les journalistes. Devant le triste bilan passé des Tigers et des Cubs, le reporter Warren Brown, de Chicago, lorsque invité à risquer une prédiction à l'approche du début de la Série mondiale, déclara : « Je ne crois pas qu'aucun d'entre eux puisse la gagner ». Brown baptisa plus tard dans son livre The Chicago Cubs ces World Series de 1945 : « World's Worst Series » (les « pires séries du monde », en français).

## Déroulement de la série
Les trois premiers matchs de la finale furent joués à Détroit et les quatre suivants à Chicago. Traditionnellement, la Série mondiale est disputée dans un format « 2-3-2 », c'est-à-dire deux premiers matchs à un endroit, les trois suivants chez l'adversaire, puis enfin les deux derniers au domicile de la première équipe. Cependant, les restrictions imposées sur les déplacements aux États-Unis avaient incité le baseball majeur à adopter un format « 3-4 », limitant donc les voyages, durant la Deuxième Guerre mondiale. Bien qu'en octobre 1945 la guerre fut terminée depuis un mois, le retour au format habituel ne se fit qu'en 1946 pour la Série mondiale.

### Calendrier des rencontres
La Série mondiale est une série au meilleur de sept parties. La première équipe à remporter quatre matchs de Série mondiale est sacrée championne de la saison. 
| Match | Date       | Visiteur          | Hôte              | Score              |
| ----- | ---------- | ----------------- | ----------------- | ------------------ |
| 1     | 3 octobre  | Cubs de Chicago   | Tigers de Détroit | 9 - 0              |
| 2     | 4 octobre  | Cubs de Chicago   | Tigers de Détroit | 1 - 4              |
| 3     | 5 octobre  | Cubs de Chicago   | Tigers de Détroit | 3 - 0              |
| 4     | 6 octobre  | Tigers de Détroit | Cubs de Chicago   | 4 - 1              |
| 5     | 7 octobre  | Tigers de Détroit | Cubs de Chicago   | 8 - 4              |
| 6     | 8 octobre  | Tigers de Détroit | Cubs de Chicago   | 7 - 8 (12 manches) |
| 7     | 10 octobre | Tigers de Détroit | Cubs de Chicago   | 9 - 3              |

### Match 1
Mercredi 3 octobre 1945 au Briggs Stadium, Détroit, Michigan.
| Cubs de Chicago | 4 | 0 | 3 | 0 | 0 | 0 | 2 | 0 | 0 | 9 | 13 | 0 |
| Tigers de Détroit | 0 | 0 | 0 | 0 | 0 | 0 | 0 | 0 | 0 | 0 | 6  | 0 |
| Lanceurs partants : CHC : Hank Borowy DET : Hal Newhouser Vic. : Hank Borowy (1-0) Déf. : Hal Newhouser (0-1) HRs : CHC : Phil Cavarretta (1) |   |   |   |   |   |   |   |   |   |   |    |   |

### Match 2
Jeudi 4 octobre 1945 au Briggs Stadium, Détroit, Michigan.
| Cubs de Chicago | 0 | 0 | 0 | 1 | 0 | 0 | 0 | 0 | 0 | 1 | 7 | 0 |
| Tigers de Détroit | 0 | 0 | 0 | 0 | 4 | 0 | 0 | 0 | X | 4 | 7 | 0 |
| Lanceurs partants : CHC : Hank Wyse DET : Virgil Trucks Vic. : Virgil Trucks (1-0) Déf. : Hank Wyse (0-1) HRs: DET : Hank Greenberg (1) |   |   |   |   |   |   |   |   |   |   |   |   |

### Match 3
Vendredi 5 octobre 1945 au Briggs Stadium, Détroit, Michigan.

### Match 4
Samedi 6 octobre 1945 au Wrigley Field, Chicago, Illinois.
| Tigers de Détroit                                                                                   | 0 | 0 | 0 | 4 | 0 | 0 | 0 | 0 | 0 | 4 | 7 | 1 |
| Cubs de Chicago                                                                                     | 0 | 0 | 0 | 0 | 0 | 1 | 0 | 0 | 0 | 1 | 5 | 1 |
| Lanceurs partants : DET : Dizzy Trout CHC : Ray Prim Vic. : Dizzy Trout (1-0) Déf. : Ray Prim (0-1) |   |   |   |   |   |   |   |   |   |   |   |   |

### Match 5
Dimanche 7 octobre 1945 au Wrigley Field, Chicago, Illinois.
| Tigers de Détroit                                                                                             | 0 | 0 | 1 | 0 | 0 | 4 | 1 | 0 | 2 | 8 | 11 | 0 |
| Cubs de Chicago                                                                                               | 0 | 0 | 1 | 0 | 0 | 0 | 2 | 0 | 1 | 4 | 7  | 2 |
| Lanceurs partants : DET : Hal Newhouser CHC : Hank Borowy Vic. : Hal Newhouser (1-1) Déf. : Hank Borowy (1-1) |   |   |   |   |   |   |   |   |   |   |    |   |

### Match 6
Lundi 8 octobre 1945 au Wrigley Field, Chicago, Illinois.
| Tigers de Détroit | 0 | 1 | 0 | 0 | 0 | 0 | 2 | 4 | 0 | 0 | 0 | 0 | 7 | 13 | 1 |
| Cubs de Chicago | 0 | 0 | 0 | 0 | 4 | 1 | 2 | 0 | 0 | 0 | 0 | 1 | 8 | 15 | 3 |
| Lanceurs partants : DET : Virgil Trucks CHC : Claude Passeau Vic. : Hank Borowy (2-1) Déf. : Dizzy Trout (1-1) HRs : DET : Hank Greenberg (2) |   |   |   |   |   |   |   |   |   |   |   |   |   |    |   |

### Match 7
Mercredi 10 octobre 1945 au Wrigley Field, Chicago, Illinois.
| Tigers de Détroit                                                                                             | 5 | 1 | 0 | 0 | 0 | 0 | 1 | 2 | 0 | 9 | 9  | 1 |
| Cubs de Chicago                                                                                               | 1 | 0 | 0 | 1 | 0 | 0 | 0 | 1 | 0 | 3 | 10 | 0 |
| Lanceurs partants : DET : Hal Newhouser CHC : Hank Borowy Vic. : Hal Newhouser (2-1) Déf. : Hank Borowy (2-2) |   |   |   |   |   |   |   |   |   |   |    |   |